# Campionato europeo di arrampicata 2004
Il Campionato europeo di arrampicata 2004 si è tenuto dal 21 al 27 giugno 2004 a Lecco, Italia.

## Specialità lead

### Uomini
| Pos. | Atleta                   | Paese     |
| ---- | ------------------------ | --------- |
|      | Ramón Julián Puigblanque | Spagna    |
|      | Alexandre Chabot         | Francia   |
|      | François Auclair         | Francia   |
| 4    | Flavio Crespi            | Italia    |
| 5    | Maksym Petrenko          | Ucraina   |
| 6    | Alberto Gnerro           | Italia    |
| 7    | Tomás Mrázek             | Rep. Ceca |
| 8    | Daniel Winkler           | Svizzera  |
| 9    | César Ciudad Manzanedo   | Spagna    |
| 9    | Sylvain Millet           | Francia   |
| 9    | Patxi Usobiaga Lakunza   | Spagna    |

### Donne
| Pos. | Atleta             | Paese    |
| ---- | ------------------ | -------- |
|      | Bettina schöpf     | Austria  |
|      | Natalija Gros      | Slovenia |
|      | Katharina Saurwein | Austria  |
| 4    | Jenny Lavarda      | Italia   |
| 5    | Delphine Martin    | Francia  |
| 6    | Angela Eiter       | Austria  |
| 7    | Alexandra Eyer     | Svizzera |
| 8    | Gerda Raffetseder  | Austria  |
| 9    | Maja Vidmar        | Slovenia |
| 10   | Barbara Bacher     | Austria  |

## Specialità boulder

### Uomini
| Pos. | Atleta               | Paese       |
| ---- | -------------------- | ----------- |
|      | Daniel Dulac         | Francia     |
|      | Andrew Earl          | Regno Unito |
|      | Gabriele Moroni      | Italia      |
| 4    | Matthias Müller      | Svizzera    |
| 5    | Salavat Rakhmetov    | Russia      |
| 6    | Loïc Gaidioz         | Francia     |
| 7    | Marek Repcik         | Slovacchia  |
| 8    | Dmitry Sharafutdinov | Russia      |
| 9    | Ludovic Laurence     | Francia     |
| 10   | Serik Kazbekov       | Ucraina     |

### Donne
| Pos. | Atleta           | Paese   |
| ---- | ---------------- | ------- |
|      | Olga Bibik       | Russia  |
|      | Anna Stöhr       | Austria |
|      | Corinne Theroux  | Francia |
| 4    | Yulia Abramchuk  | Russia  |
| 5    | Olga Shalagina   | Ucraina |
| 6    | Renata Piszczek  | Polonia |
| 7    | Chloé Graftiaux  | Belgio  |
| 8    | Emilie Verdier   | Francia |
| 9    | Jenny Lavarda    | Italia  |
| 10   | Giulia Giammarco | Italia  |

## Specialità speed

### Uomini
| Pos. | Atleta                | Paese    |
| ---- | --------------------- | -------- |
|      | Alexander Peshekhonov | Russia   |
|      | Maksym Styenkovyy     | Ucraina  |
|      | Alexandre Chaoulsky   | Russia   |
| 4    | Csaba Komondi         | Ungheria |
| 5    | Tomasz Oleksy         | Polonia  |
| 6    | Iakov Soubbotine      | Russia   |
| 7    | Kyrylo Shevchenko     | Ucraina  |
| 8    | Sylvain Chapelle      | Francia  |
| 9    | Dmytro Konovalov      | Ucraina  |
| 10   | Ivan Shyshkovskyy     | Ucraina  |

### Donne
| Pos. | Atleta             | Paese     |
| ---- | ------------------ | --------- |
|      | Anna Stenkovaya    | Russia    |
|      | Valentina Yurina   | Russia    |
|      | Mayya Piratinskaya | Russia    |
| 4    | Edyta Ropek        | Polonia   |
| 5    | Svitlana Tuzhylina | Ucraina   |
| 6    | Olga Evstigneeva   | Russia    |
| 7    | Olga Zakharova     | Ucraina   |
| 8    | Tatiana Ruyga      | Russia    |
| 9    | Alena Ostapenko    | Ucraina   |
| 10   | Eliska Karesova    | Rep. Ceca |